# Xã Flatwoods, Quận Ripley, Missouri
Xã Flatwoods (tiếng Anh: Flatwoods Township) là một xã thuộc quận Ripley, tiểu bang Missouri, Hoa Kỳ. Năm 2010, dân số của xã này là 650 người.